# Broughty Ferry
Broughty Ferry (Brochty im regionalen Dialekt) ist heute ein Vorort am östlichen Stadtrand von Dundee in Schottland. Es liegt am Nordufer des Firth of Tay kurz vor seinem Übergang in die Nordsee. 
Die Stadt nahm ihren Anfang mit der Burg Broughty Castle, die 1496 erbaut wurde und noch heute auf der kleinen in den Meeresarm hineinragenden Halbinsel steht. Der Name stammt wahrscheinlich aus dem Gälischen und heißt ursprünglich Bruach Tatha (Ufer des Tay). Der Namensteil Ferry bezieht sich auf die Funktion des Ortes als Anlegestelle für Fähren über den Firth nach Tayport am südlichen Ufer. Der Bahnhof Broughty Ferry stellt die Bahnverbindung sicher.

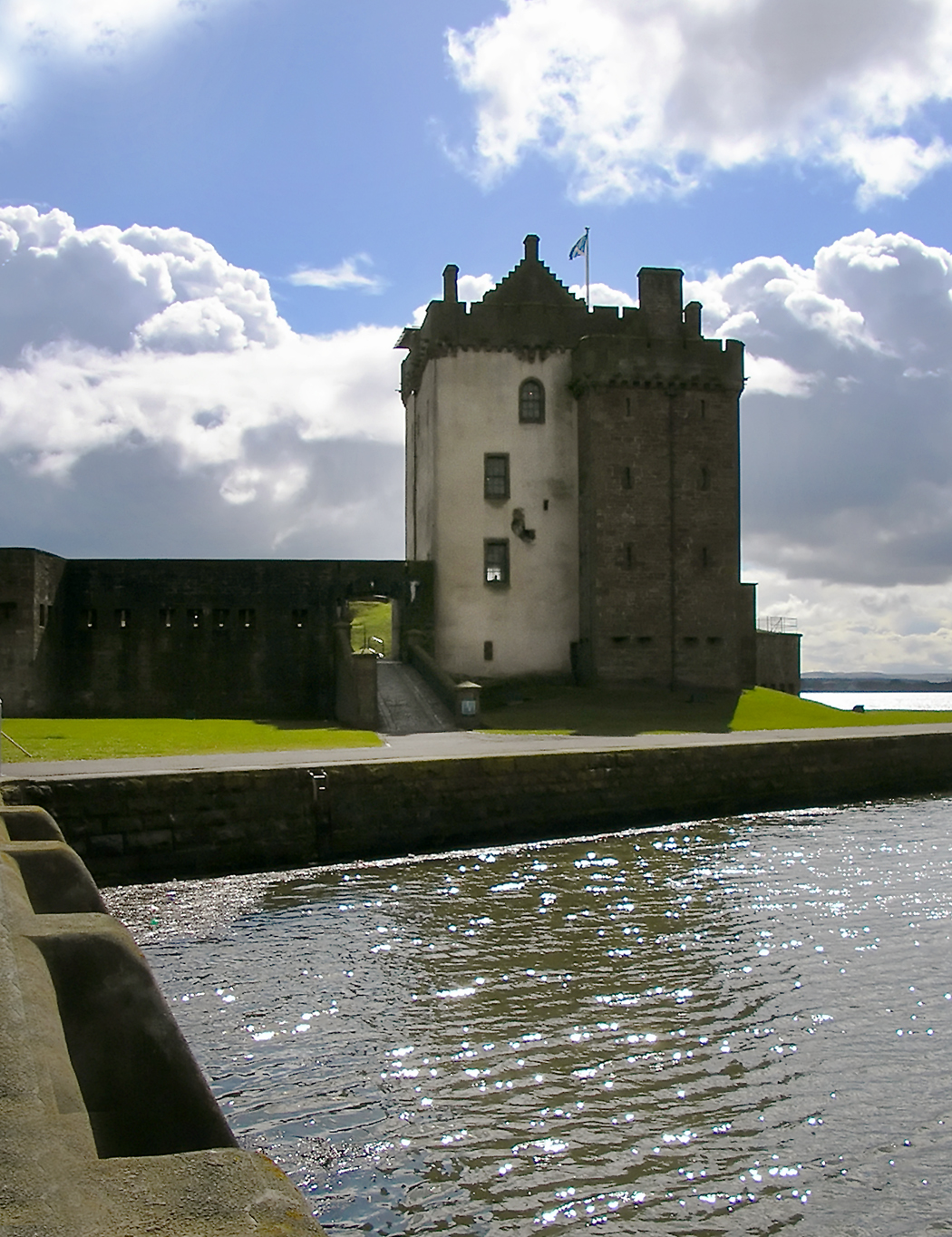
Broughty Castle
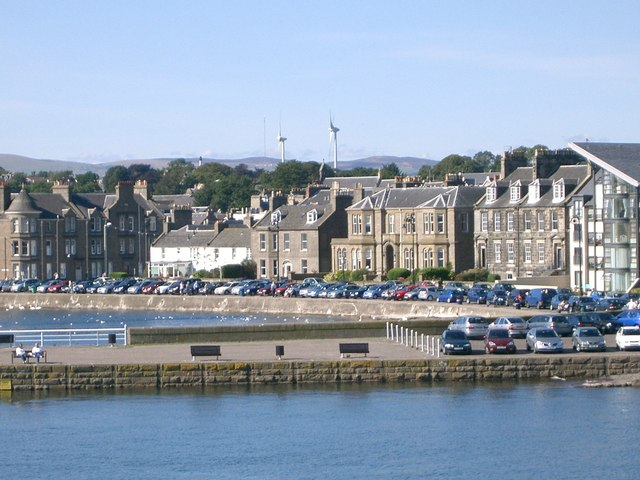
Hafenanlagen
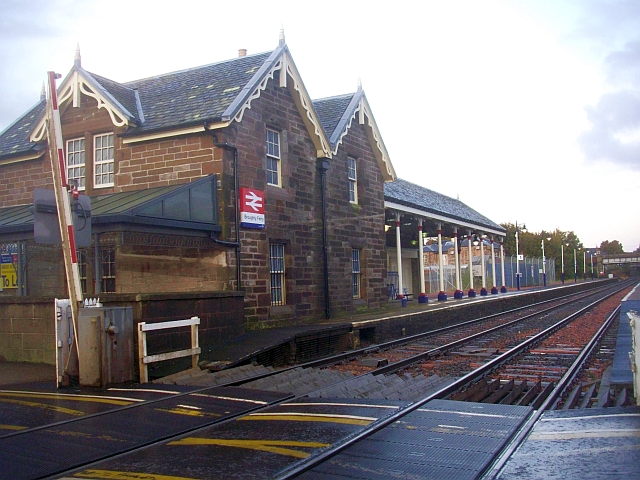
Bahnhof von Broughty Ferry

## Persönlichkeiten
- Boris Duncan (* 1962), Skirennläufer